# Mount Pinbarren National Park
Mount Pinbarren National Park är en park i Australien. Den ligger i delstaten Queensland, omkring 130 kilometer norr om delstatshuvudstaden Brisbane.
Närmaste större samhälle är Tewantin, omkring 20 kilometer sydost om Mount Pinbarren National Park.
I omgivningarna runt Mount Pinbarren National Park växer i huvudsak städsegrön lövskog. Runt Mount Pinbarren National Park är det glesbefolkat, med 16 invånare per kvadratkilometer. Genomsnittlig årsnederbörd är 1 531 millimeter. Den regnigaste månaden är mars, med i genomsnitt 289 mm nederbörd, och den torraste är september, med 33 mm nederbörd.